# Prendiparte Pico
Prendiparte Pico (... – Castel d'Ario, 1321) è stato un condottiero italiano.

## Biografia

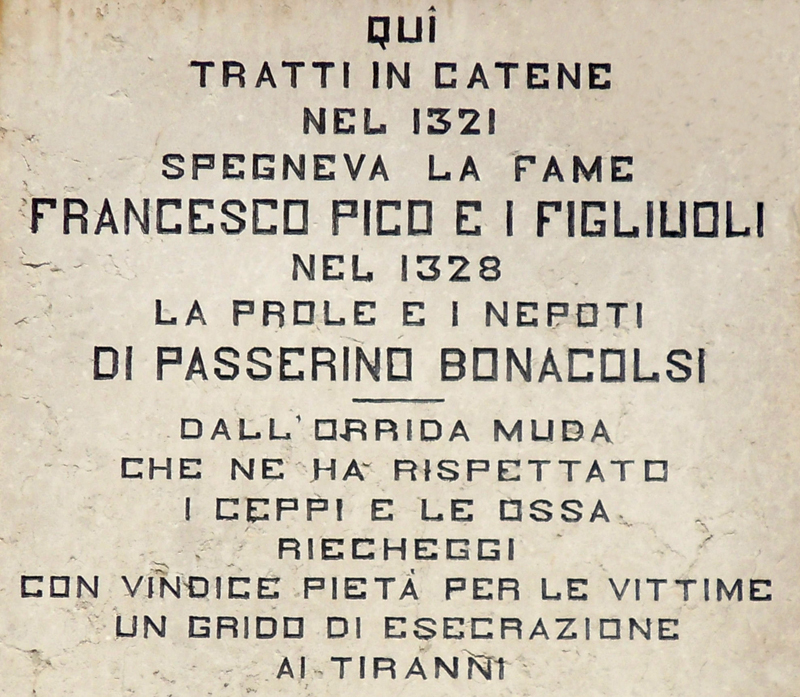
Castel d'Ario, lapide commemorativa posta sul castello.

Era figlio di Francesco I Pico (?-1354) e di Beatrice Tommasino di Sassuolo.
Nel 1312 partecipò assieme ai ghibellini di Modena, mandante Passerino Bonacolsi, all'agguato di Sant'Eusebio, frazione di Castelvetro, nel quale perse la vita il nipote di papa Clemente V, Raimondo da Spello marchese della Marca di Ancona. Costui, dopo un saccheggio in Italia insieme alla sua scorta, faceva ritorno in Francia. A seguito di questo episodio il papa emanò una bolla che dichiarava l'interdizione di Modena, durata 14 anni.
Prendiparte, il fratello Tommasino ed il padre Francesco I Pico vennero condotti per ordine dei Bonacolsi il 27 novembre 1321 nella rocca di Castellaro (MN), dove furono rinchiusi vivi senza acqua né cibo e finirono per divorarsi a vicenda. Una lapide, posta all'entrata, ne ricorda l'evento. In quella occasione Mirandola venne occupata dai Bonacolsi che, alla loro caduta nel 1328, la cedettero ai Gonzaga.

## Discendenza
Prendiparte ebbe un figlio, Paolo (?-1334), politico, sposò Isabella Malaspina, figlia del marchese Azzolino Malaspina.